# アトランティック・スター
アトランティック・スター (Atlantic Starr) は、アメリカ合衆国出身のR&Bの音楽グループ。
1976年にニューヨークでデビュー。最初の女性ヴォーカルはシャロン・ブライアントだった。82年には「サークルズ」がソウル・チャートでヒットした。さらに86年に「シークレット・ラヴァーズ」がポップ、ソウル両方のチャートでヒットし、全米的な知名度を獲得。『アズ・ザ・バンド・ターンズ』のアルバム収録の「レッツ・スタート・イット・オーバー」もソウル・ファンの人気曲である。87年にリリースしたアルバム『All in the Name of Love』からシングルカットされた「Always」はビルボードヒットチャートで1位を記録した。92年にソウル・チャートでヒットした「ラヴ・クレイジー」まで、15年ほどソウル・シーンで活躍した。その後も音楽活動を継続した。

## メンバー
- ウェイン・ルイス (Wayne Lewis)
- ジョナサン･ルイス (Jonathan Lewis)
- Shammah Carter
- Melessa Pierce

## 元メンバー
- デビッド･ルイス (David Lewis)
- バーバラ・ウェザース (Barbara Weathers)
- DeWayne Woods
- シャロン・ブライアント (Sharon Bryant)